# Sitio de Asti
El sitio de Asti fue un suceso bélico ocurrido al final de la primavera del año 402. Se enmarca dentro de la guerra que mantuvieron los godos de Alarico contra el Imperio romano Occidental entre los años 401 y 403.
A finales del verano de 401, Alarico partió con sus tropas desde la provincia de Epiro Nova y entró en el territorio del Imperio occidental aprovechando que Estilicón estaba en Recia y Norico con el grueso de las tropas de Italia. Parece ser que su intención era llegar a la Galia y conseguir allí un asentamiento permanente para su pueblo. Su primer enfrentamiento con las tropas imperiales tuvo lugar cerca del golfo de Trieste donde los derrotó junto al río Timavo.
Entró en noviembre dentro del valle del Po y tras tomar Aquilea y varias poblaciones dentro de la provincia de Venetia, marchó hacia Milán. Ante esta situación, Honorio huyó de la ciudad para buscar refugio en Arlés mientras que Estilicón retornaba a Italia con el ejército. Alarico envió, entonces, un destacamento de caballería para cortarle el paso por lo que el emperador decidió buscar refugio en la pequeña población fortificada de Hasta (la actual Asti), situada junto al río Tanaro.
Alarico llegó con el grueso de sus tropas y puso cerco a la ciudad. Esta, a pesar de su reducido tamaño, consiguió resistir los embates godos durante unas semanas lo que dio tiempo a Estilicón para llegar con la vanguardia de sus tropas. Debido a que el general romano comenzó a rodear sus posiciones e interceptar sus suministros, los godos decidieron abandonar el asedio. Se dirigieron, entonces, hacia el sur por el valle del río Tanaro perseguidos por los romanos hasta que se enfrentaron a ellos en Pollentia (la actual Pollenzo).